# Mendon (Illinois)
Mendon – wieś w USA, w stanie Illinois, w hrabstwie Adams. Według spisu z 2000 roku, wioskę zamieszkują 883 osoby.

## Geografia
Wioska zajmuje powierzchnię 1,9 km², całość stanowi ląd.

## Demografia
Według spisu z 2000 roku wioskę zamieszkuje 883 osób skupionych w 348 gospodarstwach domowych, tworzących 238 rodzin. Gęstość zaludnienia wynosi 467 osoby/km². W wiosce znajdują się 373 budynki mieszkalne, a ich gęstość występowania wynosi 197,3 mieszkania/km². Wioskę zamieszkuje 99,66% ludności białej, 0,11% Afroamerykanów, 0,11% ludności innych ras, 0,11% ludności wywodzącej się z dwóch lub więcej ras. Hiszpanie lub Latynosi stanowią 0,45% populacji.
W wiosce są 348 gospodarstwa domowe, w których 34,5% stanowią dzieci poniżej 18 roku życia żyjących z rodzicami, 55,2% stanowią małżeństwa, 10,1% stanowią kobiety nie posiadające męża oraz 31,6% stanowią osoby samotne. 26,7% wszystkich gospodarstw domowych składa się z jednej osoby oraz 16,7% żyjących samotnie ma powyżej 65 roku życia. Średnia wielkość gospodarstwa domowego wynosi 2,54 osoby, natomiast rodziny 3,08 osoby. 
Przedział wiekowy kształtuje się następująco: 27,5% stanowią osoby poniżej 18 roku życia, 9,4% stanowią osoby pomiędzy 18 a 24 rokiem życia, 27,4% stanowią osoby pomiędzy 25 a 44 rokiem życia, 21,5% stanowią osoby pomiędzy 45 a 64 rokiem życia oraz 14,2% stanowią osoby powyżej 65 roku życia. Średni wiek wynosi 35 lat. Na każde 100 kobiet przypada 89,9 mężczyzn. Na każde 100 kobiet powyżej 18 roku życia przypada 83,9 mężczyzn.
Średni dochód dla gospodarstwa domowego wynosi 35 139 dolarów, a dla rodziny wynosi 41 750 dolarów. Dochody mężczyzn wynoszą średnio 30 370 dolarów, a kobiet 20 000 dolarów. Średni dochód na osobę w mieście wynosi 15 267 dolarów. Około 6,7% rodzin i 8% populacji miasta żyje poniżej minimum socjalnego, z czego 10% jest poniżej 18 roku życia i 10% powyżej 65 roku życia.